# Skubbhult
Skubbhult este o arie protejată (arie specială de conservare — SAC, sit de importanță comunitară — SCI) din Suedia întinsă pe o suprafață de 22,3 ha, integral pe uscat.

## Localizare
Centrul sitului Skubbhult este situat la coordonatele 56°55′48″N 13°20′27″E / 56.9299°N 13.3407°E.

## Înființare
Situl Skubbhult a fost declarat sit de importanță comunitară în decembrie 1995 pentru a proteja un număr necunoscut de specii din flora spontană și fauna sălbatică aflate în arealul zonei. Situl a fost protejat și ca arie specială de conservare în martie 2011.

## Biodiversitate
Situată în ecoregiunea boreală, aria protejată conține 3 habitate naturale: Păduri de fag Luzulo-Fagetum, Taiga vestică, Mlaștini împădurite.
La baza desemnării sitului se află un număr nedeclarat de specii protejate.